# Ari Leifsson
Ari Leifsson, né le 19 avril 1998 à Reykjavik en Islande, est un footballeur international islandais, qui évolue au poste de défenseur central au Kolding IF.

## Biographie

### En club
Né à Reykjavik en Islande, Ari Leifsson est formé par le Fylkir Reykjavik.
Le 2 mars 2020 il rejoint la Norvège et signe en faveur du Strømsgodset IF pour un contrat courant jusqu'en décembre 2023,. Il joue son premier match sous ses nouvelles couleurs le 17 juin 2020, lors de la première journée de la saison 2020 contre l'IK Start. Il est titularisé et les deux équipes se neutralisent (2-2 score final).
Il inscrit son premier but pour le Strømsgodset IF le 25 septembre 2021, lors d'une rencontre de championnat face au Sarpsborg 08 FF. Il est titularisé ce jour-là, et son équipe l'emporte par cinq buts à zéro.
Le 1er février 2024, Ari Leifsson rejoint le Kolding IF, en deuxième division danoise. Il signe un contrat courant jusqu'en juin 2026.

### En sélection
Ari Leifsson représente l'équipe d'Islande espoirs de 2017 à 2021. Il marque son seul but avec cette sélection le 9 septembre 2019 contre l'Arménie, participant à la large victoire des siens (6-1). Avec les espoirs il participe notamment au championnat d'Europe espoirs en 2021. Il joue les trois matchs de son équipe en tant que titulaire mais avec trois défaites en trois matchs, les Islandais sont éliminés dès la phase de groupe.
Le 19 janvier 2020, Ari Leifsson honore sa première en sélection avec l'équipe nationale d'Islande face au Salvador. Il est titulaire lors de cette rencontre qui se solde par une victoire islandaise (1-0).